# Marmosa de Bolívia
La marmosa de Bolívia (Gracilinanus aceramarcae) és una espècie d'opòssum de la família dels didèlfids. Viu a Bolívia i el Perú. El seu hàbitat natural són els boscos de terres baixes humits tropicals o subtropicals. Està amenaçada per la pèrdua d'hàbitat.